# برمان (صنعاء)

تعديل مصدري - تعديل

برمان هي إحدى قرى عزلة شعب بمديرية أرحب التابعة لمحافظة صنعاء، بلغ تعداد سكانها 1138 نسمة حسب تعداد اليمن لعام 2004.